# 도무스

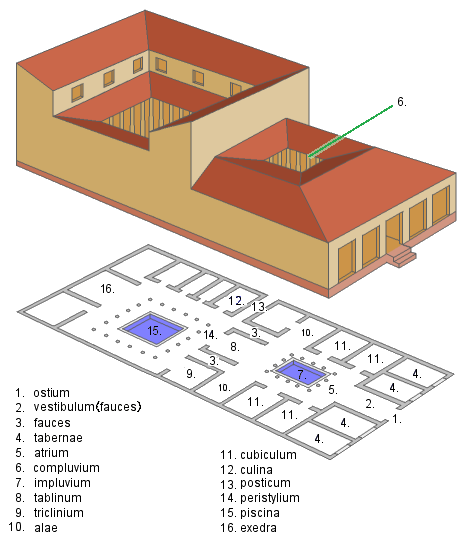

도무스(Domus)는 집을 뜻하는 라틴어 낱말이다. 로마의 귀족들이 살던 집으로 벽은 대리석으로 돼 있으며, 바닥은 색깔이 있는 돌로 되어 있고, 창문은 유리 창으로 되어 있었다. 화덕이 있어 집을 따뜻하게 해주고, 물은 파이프가 끌어 올리는 물을 사용한다. 가난한 사람들이 살던 인슐라와는 다르게, 부유한 귀족들이 도무스에 살았다. 로마의 전통적인 집이다.

## 같이 보기
- 로마 건축
- 고대 로마의 빌라